# Колективно управление на авторски права
Организациите за колективно управление на авторски права представляват посредници между автора на дадено произведение и аудиторията, която го използва.
Организациите за колективно управление на авторски права могат да бъдат само и единствено сдружения на автори или други носители, които имат такива права. Организациите за колективно управление не реализират печалби – всички средства, получени от ползвателите (аудиторията), следва да бъдат разделени и изплатени на носителя на права или между тях (ако са повече от един). Разпределянето се извършва едва след като организацията удържи необходимото за своята дейност. Учредяването и функционирането на такава организация е заложено в Закона за сдруженията с нестопанска цел.
Съгласно Регистъра на организациите за колективно управление на права по чл. 40 от ЗАПСП към ноември 2018 г. в Република България функционират следните организации:
- Артистаутор
- Архдивайс
- Европейска Агенция за защита на изпълнителски, продуцентски и авторски права (Еазипа) (няма право да сключва договори за публично изпълнение на музика в хотели, ресторанти, магазини и всякакви други публични открити и закрити места)
- Копи-БГ
- Музикаутор
- Профон
- Репро БГ
- Сдружение на архитектите-проектанти в защита на авторското право в архитектурата (Сапзапа)
- Театераутор
- Филмаутор

Освен тях има две независими дружества за управление на права.
Дружествата (организациите), на които по удостоверение е разрешено да събират възнаграждения от публично изпълнение на музика, са:
- Музикаутор – за права на авторите на музика и текстове;
- Профон – за права на изпълнителите и продуцентите на звукозаписи;
- Мелотон АД – независимо дружество за колективно управление на права;
- Eс Си Ай Технолоджи ЕООД – независимо дружество за колективно управление на права;
- Лиценз Мюзик БГ ЕООД – независимо дружество за колективно управление на права;
- Акорд Мюзик Нет ООД – независимо дружество за колективно управление на права;
- Медия 35 ООД – независимо дружество за колективно управление на права;
- Дейзи Мултимедия ЕООД – независимо дружество за колективно управление на права;
- Ейт Медия ЕООД – независимо дружество за колективно управление на права;

Организациите нямат право да отказват приемането на член, които притежава авторски права, каквито самата организация управлява.
Правилата, по които се определя разпределянето на събираните възнаграждения от организациите между имащите право, се предлагат от орган на управление на организацията и се утвърждават на събрания, съставлявани от членовете ѝ.